# Periploca
Periploca és un gènere de plantes amb flors amb 88 espècies pertanyent a la família de les apocinàcies (ordre Gentianales), descrit per primera vegada per a la ciència moderna per Linné el 1753. És originari d'Europa, Àsia i Àfrica.
Són arbustos caducifolis trepadors que aconsegueixen 9 metres d'altura. Fulles oposades, simples, ovalades i de color verd fosc. Amb flors hermafrodites i conreats a Gran Bretanya com a planta ornamental.

## Espècies seleccionades
- Periploca acuminata
- Periploca albicans
- Periploca alboflavescens
- Periploca americana
- Periploca angustifolia
- Periploca aphylla
- Periploca apiculata
- Periploca astacus
- Periploca batesii
- Periploca brevicoronata
- Periploca calophylla
- Periploca chevalieri
- Periploca chrysantha
- Periploca ciliata
- Periploca cochinchinensis
- Periploca emetica
- Periploca floribunda
- Periploca forrestii
- Periploca fruticosa
- Periploca gabonica
- Periploca gracilis
- Periploca graeca
- Periploca hydaspidis
- Periploca laevigata
- Periploca latifolia
- Periploca linearifolia
- Periploca mexicoensis
- Periploca mucronata
- Periploca multiflora
- Periploca nigrescens
- Periploca oblongata
- Periploca ovata
- Periploca palvalli
- Periploca parviflora
- Periploca petersiana
- Periploca preussii
- Periploca pubescens
- Periploca purpurea
- Periploca pyrotechnica
- Periploca refractifolia
- Periploca repens
- Periploca scandens
- Periploca sepium
- Periploca sesseiana
- Periploca somaliensis
- Periploca sylvestris
- Periploca tsiangii
- Periploca viridiflora
- Periploca vomitoria
- Periploca wildemanii